# UFC on ABC: Holloway vs. Kattar
UFC on ABC: Holloway vs. Kattar (también conocido como UFC on ABC 1 y UFC Fight Island 7) fue evento de artes marciales mixtas producido por Ultimate Fighting Championship que tuvo lugar el 16 de enero de 2021, en el Etihad Arena, Isla de Yas ubicadas en Emiratos Árabes Unidos.

## Premios extra
Los siguientes peleadores recibieron $50,000 en bonos:
- Pelea de la Noche: Max Holloway vs. Calvin Kattar
- Actuación de la Noche: Li Jingliang y Alessio Di Chirico